# MYH8
MYH8‏ (Myosin heavy chain 8) هوَ بروتين يُشَفر بواسطة جين MYH8 في الإنسان.